# Филип (Хоенцолерн-Хехинген)
Вижте пояснителната страница за други личности с името Филип.
Филип Христоф Фридрих фон Хоенцолерн-Хехинген (на немски: Philipp Christoph Friedrich von Hohenzollern-Hechingen; * 24 юни 1616, Хехинген; † 24 януари 1671, Хехинген) от швабската линия на Хоенцолерните, е 3. княз на Хоенцолерн-Хехинген.

## Биография
Той е най-малкият син на княз Йохан Георг I фон Хоенцолерн-Хехинген (1577 – 1623) и съпругата му графиня и вилд-рейнграфя Франциска фон Залм-Ньофвил (ок. 1580 – 1619), дъщеря на вилд- и рейнграф Фридрих фон Залм-Нойфвил († 1608).
Филип става домхер в Кьолн и Страсбург. Смятан е за учен юрист и е начело на императорска делегация в Испания. След смъртта на по-големия му брат Айтел Фридрих II (1601 – 1661) той става през 1661 г. княз на Хоенцолерн-Хехинген. Филип накрая е парализиран.

## Фамилия
Филип се жени на 46 години на 12 ноември 1662 г. в Баден-Баден за маркграфиня Мария Сидония фон Баден-Родемахерн (* 1636; † 15 август 1686, Хехинген), дъщеря на маркграф Херман Фортунат фон Баден-Родемахерн и Антония Елизабет фон Крихинген. Те имат децата: 
- Фридрих Вилхелм I (1663 – 1735), княз на Хоенцолерн-Хехинген, женен I. 1687 г. за графиня Мария Леополдина Лудовика фон Зинцендорф (1666 – 1709), II. за Максимилиана Магдалена фрайин фон Люцау (1690 – 1755)
- Херман Фридрих (1665 – 1733), граф на Хоенцолерн-Хехинген и императорски генерал-фелдмаршал, женен I. 1704 г. за маркграфиня Елеанора Магдалена фон Бранденбург-Байройт (1673 – 1711), II. 1714 г. за графиня Мария Йозефа Терезия фон Йотинген-Шпилберг (1694 – 1738)
- Леополд Карл Фридрих (1666 – 1684), убит при обсадата на Буда
- Филип Фридрих Майнрад (1667 – 1684)
- Мария Маргарета (*/† 1668)
- Карл Фердинанд Фридрих Доминикус (*/† 1669)
- Мария Маргарета Сидония (1670 – 1687)
- Франц Карл Леополд Йоахим (*/† 1671)